# Energisa Mato Grosso do Sul
A Energisa Mato Grosso do Sul, anteriormente conhecida como Empresa Energética de Mato Grosso do Sul (Enersul) é uma concessionária de distribuição de energia elétrica para a quase totalidade do estado de Mato Grosso do Sul, atendendo 73 dos 78 municípios, em uma área de 329.507 km².
A população do estado de Mato Grosso do Sul é estimada em 2.265.274 habitantes, segundo dados do Instituto Brasileiro de Geografia e Estatística - IBGE, dos quais 2.096.072 habitantes na área em que a Energisa MS atua.

## História
Foi criada em 1979, a partir do desmembramento das Centrais Elétricas Matogrossenses (CEMAT) com o nome de Empresa Energética de Mato Grosso do Sul S.A. (Enersul).
Em 1997 é vendida para a holding Iven S.A., a mesma que controlava a Escelsa. E em 1999, a Enersul e a Escelsa foram vendidas pela Energias de Portugal (EDP), que no ano seguinte junto com a Bandeirante Energia formariam a EDP Brasil.
Em 2008 passou a pertencer ao Grupo Rede.
Em 2014, passou-se o controle ao Grupo Energisa, devido a venda das empresas do Grupo Rede a referida empresa. No início de 2015, abandonou o nome Enersul e passou a adotar o nome de fantasia Energisa, adotando o nome da empresa controladora.
Atualmente a razão social da empresa é Energisa MS – Distribuidora de Energia S/A.

## Reajustes tarifários
A ANEEL define anualmente os reajustes tarifários para as distribuidoras de energia elétrica no Brasil.
| A partir de        | Reajuste tarifário | Reajuste tarifário   | Reajuste tarifário  |
| A partir de        | Baixa tensão B1    | Baixa tensão cativos | Alta tensão cativos |
| ------------------ | ------------------ | -------------------- | ------------------- |
| 8 de abril de 2014 | +9,40%             | +9,84%               | +14,11%             |